# Bernard III. (Besalú)
Bernard III. (katalanisch Bernat; † 1111) war ein Graf von Besalú aus dem Haus Barcelona. Er war ein Sohn von Graf Wilhelm II. und der Estefanía von Provence.
Beim Tod seines Vaters um 1066 war Bernard noch unmündig, weshalb sein Onkel Bernard II. die Grafschaft übernahm, mit dem er bis zu dessen Tod um 1097 gemeinsam regierte. Bernard heiratete am 1. Oktober 1107 eine Tochter von Graf Raimund Berengar III. von Barcelona, die über ihre Mutter eine Enkelin des berühmten Rodrigo Díaz de Vivar („El Cid“) war. Ihr wurde die Grafschaft Osona als Mitgift in die Ehe gegeben. Bereits am 10. Oktober 1107 bestimmte er seinen Schwiegervater zum Eventualerben der Grafschaft Besalú einschließlich der Landschaften Vallespir, Fenouillèdes und Peyrepertuse, sofern aus seiner Ehe keine eigenen Kinder hervorgehen sollten. Damit überging er die eventuellen Erbrechte seiner Schwester Estefanía und deren Mann, Graf Roger II. von Foix.
Im Jahr 1111 starb Bernard tatsächlich kinderlos, womit die Grafenfamilie von Besalú erlosch und ihr Besitz in dem der Grafen von Barcelona aufging.

## Weblink
- COMTES de BESALÚ 988-1111 bei Foundation for Medieval Genealogy.ac

| Vorgänger   | Amt                                                                    | Nachfolger           |
| ----------- | ---------------------------------------------------------------------- | -------------------- |
| Wilhelm II. | Graf von Besalú (bis etwa 1097 gemeinsam mit Bernard II.) um 1066–1111 | Grafschaft Barcelona |

| Personendaten    | Personendaten         |
| ---------------- | --------------------- |
| NAME             | Bernard III.          |
| ALTERNATIVNAMEN  | Bernat III de Besalú  |
| KURZBESCHREIBUNG | katalanischer Adliger |
| GEBURTSDATUM     | 11. Jahrhundert       |
| STERBEDATUM      | 1111                  |